# Sonata for Two
Sonata for Two (укр. Соната для двох) — музичний твір американського композитора Бена Джонстона, написаний 1961 року.

Перші такти сонати із позначеннями груп нот всередині кожного такту

Соната для двох написана для скрипки та віолончелі, і складається з чотирьох частин. Перша частина є тональною, нагадує неокласичну творчість Джонстона, та містить складні ритмічні малюнки: тактовий розмір в кожному такті позначається не дробом (2/4, 3/4 або 4/4), а переліком груп нот всередині такту (<4,3>, <2,3>, <4,4>, <4,3>, <2,3,4> і т. д.) Друга та четверта частини є серійними, хоча і побудовані на двох різних послідовностях з 12 відмінних нот. Третя частина є імпровізацією: композитор вказує виконавцям лише тактові розміри та ритмічні малюнки, які мають призвести до метричної модуляції.
Музикознавиця Хайді фон Гунден вважала сонату «дивним» твором, в якому поєднувалися тональність, серійність та імпровізація. На її думку, яку поділяв і сам Бен Джонстон, перша спроба композитора включити елементи імпровізації до власних творів виявилася невдалою. По-перше, щоб втілити задум автора, виконавці мали йти за чіткими інструкціями, які «придушували спонтанність». По-друге, імпровізація в третій частині сонати контрастувала із вивіреною музикою в інших частинах та здавалася чужорідною. Разом з тим, спроби поєднати імпровізацію та чітко визначену музику неодноразово зустрічалися у творчості й інших тогочасних композиторів, зокрема у Пауліни Оліверос та Роберта Еріксона, і також не завжди були успішними.
Ноти твору вийшли 1984 року у видавництві Smith Publications.